# Bracon pectinator
Bracon pectinator är en stekelart som beskrevs av Thomas Say 1936. Bracon pectinator ingår i släktet Bracon och familjen bracksteklar. Inga underarter finns listade.